# Wilhelm Jürgensen
Wilhelm Jürgensen, född 1762 i Husum i Holstein, död 1842 i Hole på Ringerike, var en norsk militär.
Efter att ha kuvat lærdølernes uppror blev Jürgensen 1802 kapten för deras nyupprättade jägarkompani, med vilket han vid krigsutbrottet 1808 slöt sig till brigaden Staffeldt i Solør och utmärkte sig i ett par fäktningar. Jürgensens bedrifter har av traditionen förstorats till en rad sagolika episoder. Åren 1812-18 var Jürgensen major vid Oplandska infanteriregementet.